# قطعنامه ۴۷۵ شورای امنیت
قطعنامه ۴۷۵ شورای امنیت سازمان ملل متحد که در تاریخ ۲۷ ژوئن ۱۹۸۰ تصویب شد، سندی بین‌المللی دربارهٔ آنگولا-آفریقای جنوبی است. این قطعنامه طی نشست ۲٬۲۴۰ام با ۱۲ موافق، ۰ مخالف و ۳ ممتنع تصویب شد.